# Belagerung von Kut
Landung bei Fao –
Basra –
al-Qurna –
Shaiba –
Ktesiphon –
Belagerung von Kut –
Scheich Saad –
Wadi –
Hanna –
Dujaila –
Kut II –
Bagdad –
Samarra –
Ramadi –
Sharqat
Belagerung von Kut al Amara ist die Bezeichnung für die fünfmonatige Belagerung von 15.000 britisch-indischen Soldaten und logistischen Truppen in der kleinen Stadt Kut durch die Osmanische Armee und die dadurch folgenden Schlachten im Ersten Weltkrieg 1915/1916.

## Hintergrund
Am 25. November zogen sich die britischen Truppen unter Charles Vere Ferrers Townshend nach der Schlacht von Ktesiphon nach Kut zurück.
Sie erreichten die Stadt am 3. Dezember 1915.
Sie hatten erhebliche Verluste erlitten und waren auf rund 11.000 Soldaten (plus Kavallerie) dezimiert worden.
Townshend entschied, in Kut zu bleiben, anstatt sich weiter nach Basra zurückzuziehen.
Kut bot eine gute defensive Position, doch war die Versorgung schlecht, da die Stadt weit von Basra entfernt lag.

## Die Belagerung

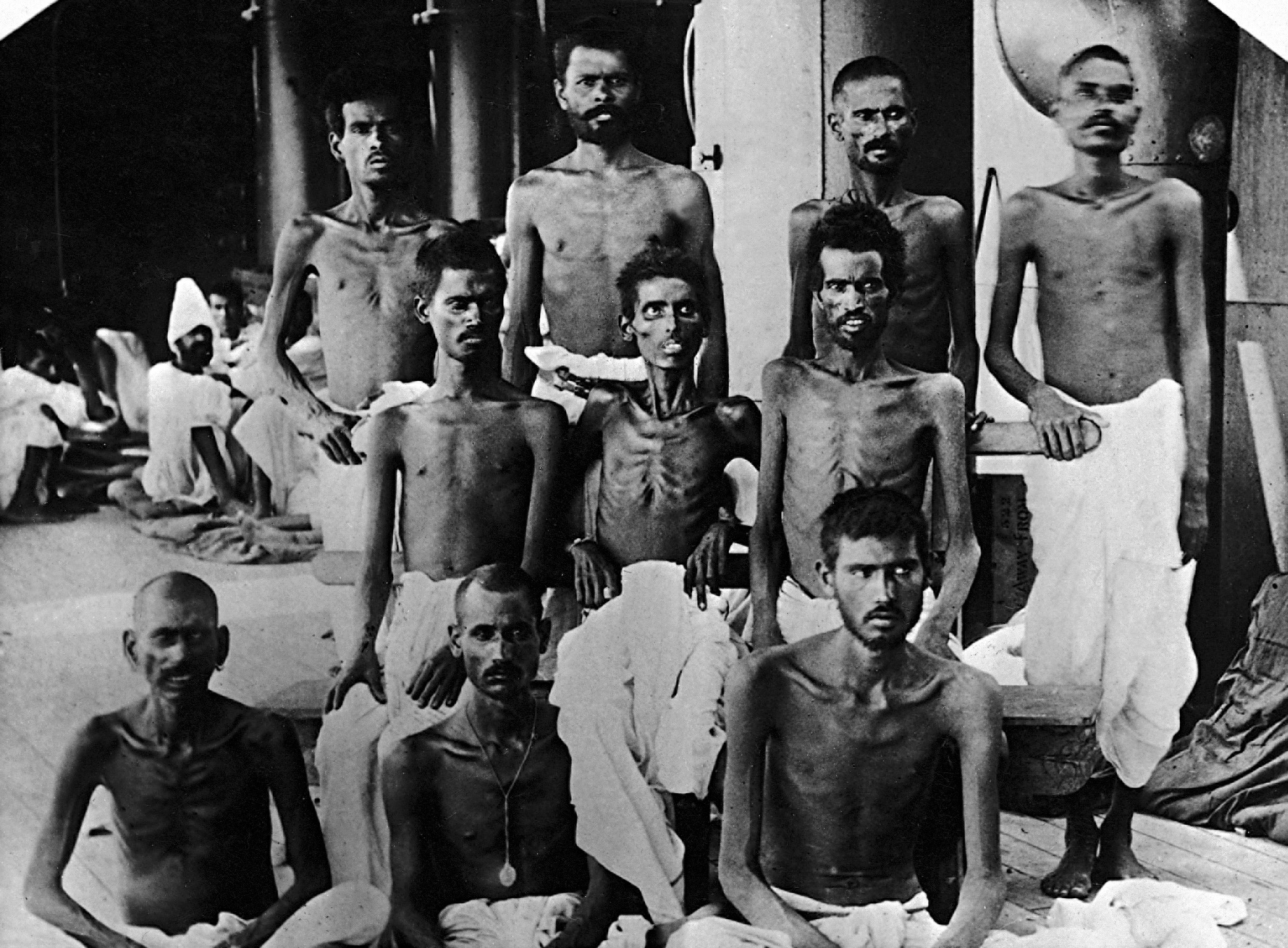
Indische Soldaten nach der Belagerung

Die osmanischen Truppen, welche die Briten verfolgten, kamen am 7. Dezember 1915 bei Kut an.
Sobald es klar war, dass die Osmanen stark genug für eine Belagerung waren, ließ Townshend seine Kavallerie nach Süden, unter Oberst Gerard Leachman, entkommen.
Die osmanischen Truppen bestanden aus rund 11.000 Soldaten und wurden von dem angesehenen, doch alten deutschen General und Militärhistoriker Freiherr von der Goltz befehligt.
Goltz kannte die osmanische Armee gut, da er diese seit zwölf Jahren modernisierte.
Nach drei Angriffen im Dezember leitete Goltz den Bau von Befestigungsanlagen um Kut und baute Verteidigungsstellungen am Tigris, um sich vor einem britischen Angriff aus Basra zu schützen.
Nach einem Monat Belagerung plante Townshend einen Durchbruch nach Süden, doch diese Idee wurde von seinem Befehlshaber General John Nixon abgelehnt, da er die osmanischen Truppen in einer Belagerung binden wollte.
Doch als er fälschlicherweise hörte, dass die Truppen nur noch Lebensmittel für einen Monat hätten, war seiner Meinung nach ein Ausbruch notwendig.
Es ist nicht klar, warum Townshend falsche Berichte bekam, da die Lebensmittel für mehr als vier Monate gereicht hätten.
Die erste Befreiungsexpedition umfasste rund 19.000 Mann und wurde von General Fenton Aylmer angeführt.

### Schlacht von Scheich Saad

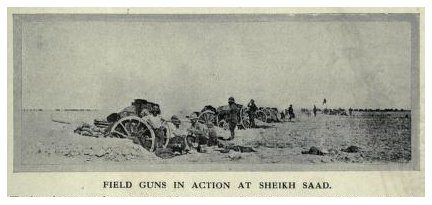
Britische Artillerie während der Schlacht von Scheich Saad

Hauptartikel → Schlacht von Scheich Saad
Bei der Schlacht von Scheich Saad schafften es die Briten, die osmanischen Truppen aus Scheich Saad zu vertreiben.

### Schlacht am Wadi
Hauptartikel → Schlacht am Wadi
Die Osmanen mussten sich darauf in ein 16 km entferntes Wadi zurückziehen.
Dort konnten sie einen taktischen Vorteil gegen die britisch-indischen Truppen erringen.

### Schlacht bei el-Hanna
Hauptartikel → Schlacht von Hanna
In dieser Schlacht gelang es den Türken endgültig, die von Aylmer angeführten Truppen zu besiegen und einen britischen Rückzug zu erzwingen.

## Erste Schlacht bei Kut
Nach der Niederlage Aylmers wurde General Nixon als Oberbefehlshaber ersetzt. Weitere Truppen wurden ausgeschickt, um Aylmers Truppen zu unterstützen. Er versuchte es erneut und griff die Türken am 8. März an.
Bei der Schlacht von Dujaila, in der die Briten 4000 Mann verloren, musste er wieder eine Niederlage hinnehmen.
Daraufhin wurde Aylmer nach der Schlacht entlassen und durch Sir George Frederick Gorringe ersetzt.
Gorringe hatte etwa 30.000 Mann zur Verfügung, was etwa der osmanischen Truppenstärke entsprach.
Die Türken hoben daraufhin Gräben von Fallahiyeh bis nach Sannaiyat aus.
Am 5. April ließ Gorringe seine Soldaten die Osmanen angreifen und konnte unter hohen Verlusten Fallahiyeh einnehmen.
Versuche, Sannaiyat zu erobern, misslangen.
Allein am 6. April fielen dort 1.200 Briten.
Nach den misslungenen Versuchen richteten die Briten ihren Angriff auf das von osmanischen Soldaten gehaltene Bait Asia.
Schwere Regenfälle behinderten jedoch Gorringes Vormarsch.
Trotzdem konnte am 17. April Bait Asia vollständig erobert werden.
Halil startete einen entschlossenen Gegenangriff mit 10.000 Soldaten, welcher aber von den britisch-indischen Truppen abgewehrt werden konnte.
Während der Kämpfe verloren die Osmanen 4000 und die Briten 1600 Soldaten.
Obwohl die Briten weniger Verluste hinnehmen mussten als die Türken, machten die Verluste den Briten weitere Fortschritte unmöglich.
Trotz fehlender Soldaten wagte Gorringe einen weiteren Angriff gegen Sannaiyat.
Dieser wurde aber von Halils Truppen zurückgeschlagen und Gorringe musste 1300 Tote beklagen.
Nun war es für die Briten unmöglich geworden, die in Kut belagerten Soldaten zu befreien. Townshend musste sich mit seinen erschöpften und abgemagerten Männern am 29. April den Osmanen ergeben. Die gefangenen Soldaten wurden zur Zwangsarbeit nach Anatolien verbracht. Hunger, Seuchen und körperliche Gewalt von Seiten der kurdischen und arabischen Bewacher forderten unter den Gefangenen hohe Verluste. Von 2.592 gefangenen Briten überlebten nur 837. Von 10.436 Indern und Gurkhas überlebten 7.423. Die Gründe für die verhältnismäßig geringere Zahl von Todesfällen unter den Indern und Gurkhas lagen in der besseren Behandlung und einem stärkeren Zusammenhalt unter den Gefangenen.
Die Zivilbevölkerung litt unter der Kriegsführung und Repressionsmaßnahmen beider Seiten. Die osmanischen Truppen verhinderten die Flucht von Zivilisten aus der Stadt mit gezieltem Feuer um eine Entlastung der Ressourcen der britischen Armee zu verhindern. Ebenso wurde auch die Selbstversorgung mit Wasser durch Frauen am Tigrisufer durch die osmanischen Truppen mittels Feuer unterbunden. Die britischen Truppen zerstörten Gebäude um Versorgungswege herzustellen und pressten der Bevölkerung Zwangsdienste zur Unterstützung ihrer Logistik ab. Townsend ließ zwölf Stadtbewohner wegen Diebstahl an militärischen Vorräten öffentlich hinrichten. Ebenso nahm die britische Armee auf Townsends Befehl städtische Würdenträger als Geiseln, nachdem sie vereinzeltes Gewehrfeuer aus der Stadt auf die eigenen Truppen wahrgenommen hatten. Seine für die Zusammenarbeit mit der Bevölkerung ausgebildeten politischen Offiziere hatte er vor der Einschließung nach Süden weggeschickt. Somit fehlte Townsend ein effektiver Weg mit den Einheimischen zu kommunizieren. Townsend fürchtete während der gesamten Belagerung einen Aufstand der einheimischen Stadtbewohner, der sich nie materialisierte. Ebenso nahmen die britischen Offiziere an, die Stadtbevölkerung habe den osmanischen Truppen Informationen geliefert. Nach der Eroberung der Stadt kam es nach Schilderung britischer Zeitzeugen zu einem Massaker an tatsächlichen und vermeintlichen Kollaborateuren in der Zivilbevölkerung durch die osmanischen Truppen. Prominente Bürger der Stadt wurden von den Osmanen als Kollaborateure gefoltert und hingerichtet.

## Folgen
Durch die Niederlage der Briten hatte das Osmanische Reich die Mesopotamienfront zunächst stabilisiert. Die Briten empfanden die Niederlage vor allem in Kombination mit der vier Monate vorher endgültig verlorenen Schlacht von Gallipoli als große Demütigung. Auch deshalb unternahmen sie später große Anstrengungen, die türkischen Truppen zu schlagen, indem sie z. B. den Hafen von Basra massiv ausbauten. Erst Anfang 1917 konnte die britische Armee einen neuen, erfolgreicher verlaufenden Angriff auf das Osmanische Reich durchführen.